# Jay és Néma Bob Reboot
A Jay és Néma Bob Reboot (eredeti cím: Jay and Silent Bob Reboot) 2019-es amerikai filmvígjáték, amelynek forgatókönyvírója és rendezője Kevin Smith, aki egyben a film vágója és egyik főszereplője is. A film a 2001-ben bemutatott Jay és Néma Bob visszavág című produkció folytatása, jobban mondva annak rebootja (újraleforgatása). A View Askewniverse universum nyolcadik filmje. A főszerepben Smith és Jason Mewes látható. Mellékszerepeket Brian O'Halloran, Jason Lee, Justin Long, Shannon Elizabeth, Rosario Dawson, Val Kilmer, Melissa Benoist, Craig Robinson, Tommy Chong, Chris Hemsworth, Matt Damon, és Ben Affleck alakítja. Magyarországon 2020. július 30-án mutatták be korlátozott számban, feliratosan.
Amerikában utazó vetítéseken mutatták be, roadshow keretében, ennek megfelelően nem is tudta behozni a bevételekkel a költségeit.

## Cselekmény
|  | Alább a cselekmény részletei következnek! |

Jay és Néma Bob elvesztenek egy pert a Saban Films ellen, akik egy új Bunkómen és Gyökér filmet akarnak forgatni. Tudtukon kívül lemondanak a névjogokról, és saját magukat sem hívhatják Jaynek és Néma Bobnak.
Ezután meglátogatják Brodie Bruce-t, aki elmondja nekik, hogy valóban készül az új film, amit Kevin Smith rendez. Gyakorlatilag már teljesen kész a film, ám egy fontos jelenet még mindig nincs meg, és ezt az éves "Gyökér-Con" alkalmával akarják felvenni Hollywoodban. Jaynek és Néma Bobnak nincs más választása: el kell menniük újra Los Angelesbe, hogy megakadályozzák a film elkészültét, és egyben visszanyerjék az identitásukat.
Először Chicagóba érkeznek, ahol Jay találkozik exével, Justice-szal, aki most időjósként dolgozik. Justice elmondja, hogy összetörte a szívét, mert sosem látogatta meg, amíg börtönben volt, és azóta összeházasodott egy nővel, Reggie-vel, és gyerekük is született: Millennium "Milly" Faulken, akiről kiderül, hogy Jaytől van. Justice bemutatja neki őt, de megtiltja, hogy leleplezze magát.
Miután Justice vakációra megy, Milly arra kényszeríti Jayt, hogy vigye el őt és barátnőjét, Sopapillát is Hollywoodba. Bedrogozza őket, majd New Orleans-ben ébrednek, ahol találkoznak a lányok két másik barátnőjével: Jihaddal és Shan-Yuval. Shan-Yu hatalmas rajongója az első Bunkómen és Gyökér filmnek, ezért minden vágya, hogy eljusson a Gyökér-Conra. Ellopnak egy furgont és azzal mennek tovább. Milly arra fogja a rossz viselkedését, hogy soha nem ismerte az apját.
Jayt és Néma Bobot végül hátrahagyják, de ők elindulnak keresni őket. Meg is találják a lányokat, akiket a Ku Klux Klan elrabolt, és épp gyűlést tartanak. Néma Bob ellop egy csuklyát és magát az új fősárkánynak adja ki, míg Jay megmenti a lányokat. Egy mobilvécét borítanak a klántagokra, majd elmenekülnek.
Végre eljutnak Hollywoodba. Jay és Néma Bob terve az, hogy tönkreteszik a felvételt, a lányok azonban statiszták szeretnének lenni. Elválnak útjaik, de mikor elbúcsúznak egymástól, Jay közli Millyvel, hogy büszke rá.
Mikor megpróbálják kicselezni az általuk már jól ismert biztonsági őrt, lebuknak, és elkezdik üldözni őket. Elbújnak egy üres helyiségben, ahol találkoznak Holden McNeil-lel, aki épp egy podcast-adást vett fel Alyssa Jones-szal. Holden spermadonor volt Alyssa és leszbikus partnerének gyereke fogantatásakor, és később is sokszor besegített a gyereknevelésben. Elmondja Jaynek, hogy az apaság új értelmet adott az életének. Ez arra bátorítja Jayt, hogy hagyjon fel a küldetésével, és legyen Milly apja. Holden szerez nekik VIP-belépőket, amivel ők és a lányok bejuthatnak a rendező közelébe.
Mikor észreveszik, hogy Néma Bob mennyire hasonlít Smithre, Milly beszökik a backstage-re, leüti a rendezőt, és kihozza a ruháit, hogy azokat álcázásképp ráadja. Felviszik Millyt és Shan Yut a színpadra és nekiállnak a forgatásnak. Shan Yu észreveszi a cserét, leüti Néma Bobot, és előhozza az igazi Kevin Smith-t. Leleplezi magát, hogy ő igazából egy orosz kém, akinek a célja a popkulturális találkozók tönkretétele. Jay elmondja Millynek, hogy ő az apja. Néma Bob magához tér és felvesz egy hatalmas fémruhát, amit a forgatáshoz tettek oda. Segítségével riadalmat kelt a rendezvényen, és elintézi a kémet valamint az embereit is.
Hazafelé menet Jay megmutatja Millynek a Villámgyors Vegyesboltot, és mesél az életéről. Ekkor érkezik meg Dante, hogy kinyissa a boltot, és elkezd dühöngeni, mert valaki már megint rágót tett a lakatokba. A stáblista utáni jelenetben Jay felfedi, hogy ő és Néma Bob voltak azok az elmúlt huszonöt évben, akik ezt csinálták.

## Szereplők
- Jason Mewes mint Jay
- Kevin Smith mint Néma Bob és önmaga
- Harley Quinn Smith mint Millennium "Milly" Faulken
- Aparna Brielle mint Jihad
- Shannon Elizabeth mint Justice Faulken
- Brian O'Halloran mint Dante Hicks, Grant Hicks, és önmaga
- Jason Lee mint Brodie Bruce
- Joey Lauren Adams mint Alyssa Jones
- Jennifer Schwalbach Smith mint Miss McKenzie
- Treshelle Edmond mint Sopapilla
- Alice Wen mint Shan Yu
- Justin Long mint Brandon St. Randy ügyvéd
- Dietrich Bader mint hollywoodi biztonsági őr
- Val Kilmer mint Reboot Bunkómen
- Melissa Benoist mint Reboot Gyökér
- Ben Affleck mint Holden McNeil
- Matt Damon mint Loki
- Rosario Dawson mint Reggie Faulken

Számos sztár felbukkan még cameo-szerepben. Jason Biggs és James Van Der Beek, hasonlóan az előző filmhez, Chris Hemsworth mint hologram bukkan fel, ezenkívül megjelenik még Robert Kirkman, Keith Coogan, és posztumusz Stan Lee. A Gyökér-Con alkalmával a 25 éves Shop-stop közönségtalálkozón megjelenik Brian O'Halloran, Marilyn Ghigliotti, Ernie O'Donnell, Scott Schiaffo, és John Willyung. Walt Flanagan, Bryan Johnson, Ming Chen, és Mike Zapcic szintén önmagukat alakítják. Chris Wood, Jesse Rath, Ben Gleib, Brian Quinn és Marc Bernardin mint nézők szerepelnek.
Jake Richardson és Nick Fehlinger ismét eljátsszák a 2001-es filmben látott szerepüket, amikor füvet vettek Jaytől és Néma Bobtól.

## Forgatás
A Shop-stop 2 után több film leforgatásáról is szó esett: ilyen volt többek közt a Shop-stop 3 és a Shop-show 2. 2017-ben Kevin Smith megerősítette, hogy ezek a filmek különféle okokból elvetésre kerültek, de már meg is írta egy új Jay és Néma Bob film forgatókönyvét. Ekkor már a Miramax is bejelentette, hogy elkészíti a filmet. 2019 januárjában az is kiderült, hogy a Saban Films lesz a forgalmazó, külföldön pedig a Universal Pictures. Ez volt a View Askewniverse első filmje, aminek nem Scott Mosier volt a producere, és a Shop-show óta az első, aminek nem volt Harvey és Bob Weinstein a producere.
A forgatás 2017 közepén kezdődött volna, aztán áttették 2018 augusztusára, majd novemberére. Rengeteg csúszást követően végül 2019. február 25-én rajtolt el New Orleans-ben, pontosan egy évvel azután, hogy Kevin Smith súlyos szívrohamot szenvedett.
A forgatás közben "Road to Reboot" címmel heti rendszerességgel jelentkező útifilm is készült. A forgatás március 27-én fejeződött be, 21 forgatási nap után.
A film főszereplői kérdés nélkül is egyértelműen Jason Mewes és Kevin Smith voltak. Stan Lee-vel 2017 júliusával egyeztettek, de 2018 novemberében bekövetkezett halála miatt már nem szerepelhetett. A tiszteletére Brodie Bruce képregényboltjában szenteltek neki egy jelenetet, illetve archív felvételeken jelenik meg. A filmet az ő emlékének ajánlották. Eredetileg körülötte forgott volna a film másik fontos történetszála, ezt a halála miatt kidobták, és helyette a Shop-show 2 fel nem használt forgatókönyvét alapulvéve dolgozták át a sztorit.
Eredetileg Ben Affleck sem szerepelt volna a filmben, de egy interjúban megemlítette, hogy szívesen vállalná. Smith ezt meghallva a Képtelen képregényből ismert figuráját, Holden McNeilt visszahozva beleírta őt a történetbe. 